# Віл (фільм)
Віл (фр. Wil) – драматичний фільм режисера Тіма Мелантса, знятий за однойменним романом Йерона Оліслейгерса.
Прем'єра фільму відбулася 27 вересня 2023 року.

## Сюжет
Події відбуваються у 1942 році в Антверпені під час нацистської окупації.
Двоє бельгійських поліцейських Вілфред (Віл) та Лоде в ході патрулювання району змушені супроводжувати німецького фельджандарма для затримання визначених окремим наказом німецького командування осіб.
Вони намагаються, за можливості, уникнути допомоги німецькому воякові. Коли з'ясовується, що він прагне затримати єврейську родину із малолітньою дівчинкою, поліцейські допомагають родині врятуватись та випадково вбивають жандарма, після чого ховають його тіло.
Німці у зникненні жандарма звинувачують та розстрілюють комуністів.
Побоюючись, що німці знайдуть тіло, Віл звертається за допомогою до Фелікса Вершаффеля, впливової людини, яка співпрацює із окупантами та цінує у Вілі талант художника.
Натомість Лоде та його сестра Іветта, в яку закохується Віл, є членами руху опору. Вони знайомлять Віла з підпільниками. Деякий час Віл, користуючись також довірою колабораціоністів, допомагає опору. Але отримавши від нацистів ультимативну пропозицію та намагаючись вижити, починає співпрацювати з німцями, надаючи підпільникам недостовірну інформацію. 
Під час рейду з затримання євреїв для подальшого відправлення їх до концтабору, Віл бачить Іветту, яка здалека спостерігає за ним. Він біжить за нею, але вона чинить самогубство, кидаючись під потяг.
Віл, розмірковуючи, промовляє про необхіднсть подальшого руху вперед, незважаючи на сумні події. 

## Сприйняття
Фільм отримав переважно позитивні відгуки.
Зокрема, за оцінкою видання «Brusselstimes», «Віл»  це  «трилер, жорсткий і тривожний, в якому кожна сцена ретельно поставлена для максимального дискомфорту глядачів, ...а питання – «Що б ви зробили?» – набуває темнішого значення».

## Нагороди
Фільм отримав нагороди кінофестивалю в Остенде у категоріях: «Найкраща операторська робота», «Найкраща головна роль», «Найкраща роль другого плану», «Найкращий фільм», «Найкращий режисер», «Найкращий сценарій».